# Шљивовица (Вучитрн)
Шљивовица (алб. Shlivovicë) је насељено место у Републици Србији, које административно припада општини Вучитрн у Косовскомитровачком управном округу.

## Географија
Налази се на јужном делу Копаоника и поред њега протиче речица Трстена (Шљивовичка река).

## Историја
На месту под именом Јешице, налазе се рушевине цркве и старо гробље.

## Демографија
| Демографија | Демографија | Демографија |
| Година      | Становника  | Становника  |
| ----------- | ----------- | ----------- |
| 1948.       | 169         |             |
| 1953.       | 187         |             |
| 1961.       | 183         |             |
| 1971.       | 167         |             |
| 1981.       | 96          |             |
| 1991.       | 102         |             |

| Етнички састав према попису из 1981.‍ | Етнички састав према попису из 1981.‍ | Етнички састав према попису из 1981.‍ | Етнички састав према попису из 1981.‍ | Етнички састав према попису из 1981.‍ |
| ------------------------------------ | ------------------------------------ | ------------------------------------ | ------------------------------------ | ------------------------------------ |
|                                      |                                      |                                      |                                      |                                      |
| Албанци                              | Албанци                              |                                      | 93                                   | 96,875%                              |
| Срби                                 | Срби                                 |                                      | 2                                    | 2,08%                                |
| остали                               | остали                               |                                      | 1                                    | 1,04%                                |